# Edgar de Inglaterra
Edgar (Wessex, 943 – Winchester, 8 de julho de 975), mais conhecido como Edgar, o Pacífico, foi Rei da Inglaterra de 959 até sua morte. Era o filho mais novo do rei Edmundo e irmão do rei Eduíno.
Em 958, Edgar liderou uma revolta de nobres contra Edwin que acabou com a secessão dos reinos da Nortúmbria e Mércia sob o seu poder. Como acabou por suceder ao seu irmão, a Inglaterra reuniu-se sob a sua coroa. Edgar consolidou a união de reino de Inglaterra durante um reinado sem grandes conflitos internos ou externos.
Edgar casou por duas vezes e teve vários filhos, incluindo Eduardo o Mártir e Etelredo II.

## Primeiros anos e ascensão
Edgar era filho de Edmundo I e Elgiva de Shaftesbury. Com a morte do rei Edmundo em 946, o tio de Edgar, Edredo, governou até 955. Edredo foi sucedido por seu sobrinho, Eduíno, o filho mais velho de Edmundo.
Eduíno não era um rei popular, e o seu reinado foi marcado pelo conflito com os nobres e a Igreja, principalmente St. Dunstan e o arcebispo Oda. Em 957, os senhores da Mércia e da Nortúmbria mudaram a sua fidelidade a Edgar. Um conclave de nobres declarou Edgar como rei do território a norte do Tamisa. Edgar tornou-se rei da Inglaterra após a morte de Eduino em outubro de 959, aos 16 anos.

## Governo
Uma das primeiras ações de Edgar foi retirar Dunstano do exílio e fazê-lo tornar-se bispo de Worcester e abade de Glastonbury Abbey, posteriormente bispo de Londres e mais tarde arcebispo de Canterbury. Dunstano permaneceu conselheiro de Edgar durante todo o seu reinado. Embora Edgar possa não ter sido um homem particularmente pacífico, seu reinado foi pacífico. O Reino da Inglaterra estava bem estabelecido e Edgar consolidou a unidade política alcançada por seus antecessores. No fim do seu reinado, a Inglaterra estava suficientemente unificada, pois era improvável que retornasse a um estado de divisão entre reis rivais, como ocorrera em certa medida sob o reinado de Edredo. William Blackstone menciona que o rei Edgar padronizou as medidas em todo o reino. De acordo com George Molyneaux, o reinado de Edgar, "muito mais do que os reinados de Alfredo ou Etelstano, foi provavelmente a fase mais crucial no desenvolvimento das estruturas institucionais que foram fundamentais para o domínio real no reino do século XI". De fato, um rei do início do século XI, Canuto, o Grande, declara numa carta a seus súditos que '' é minha vontade que toda a nação, eclesiástica e leiga, observe firmemente as leis de Edgar, que todos os homens escolheram e juraram em Oxford''.

## Coroação em Bath
Edgar foi coroado em Bath e junto com sua esposa Elfetrite foi ungido, estabelecendo um precedente na coroação de uma rainha em Inglaterra. A coroação de Edgar não aconteceu até 973, numa cerimônia imperial planeada não como a iniciação, mas como o culminar de seu reinado (uma ação que deve ter exigido muita diplomacia preliminar). Este serviço, elaborado pelo próprio Dunstan e comemorado com um poema na Crônica Anglo-Saxônica, forma a base da atual cerimônia de coroação britânica.
A coroação simbólica foi um passo importante; outros reis da Grã-Bretanha vieram e deram a sua lealdade a Edgar logo depois em Chester. Seis reis da Grã-Bretanha, incluindo o rei dos escoceses e o rei de Strathclyde, prometeram acreditar que seriam os servos do rei no mar e na terra. Cronistas posteriores transformaram os reis em oito, todos os remos da barca de estado de Edgar no rio Dee.

## Morte
Edgar morreu a 8 de julho de 975 em Winchester, Hampshire. Ele foi enterrado na Abadia de Glastonbury. Ele deixou Eduardo, que provavelmente era seu filho ilegítimo de Etelfleda (que não deve ser confundida com a senhora dos mercianos), e Etelredo, o mais novo, filho de sua esposa Elfrida. Ele foi sucedido por Eduardo. Edgar também teve uma filha possivelmente ilegítima de Vulfrida, que mais tarde se tornou abadessa de Wilton. Ela foi acompanhada por sua filha, Edite de Wilton, que viveu lá como freira até sua morte. Ambas as mulheres foram consideradas mais tarde santas.